# Issam Nima
Issam Nima, né le 8 avril 1979 à El-Biar en Algérie, est un athlète algérien, spécialiste du saut en longueur et du triple saut. Il mesure 1,86 m pour 74 kg.

## Palmarès
| Date | Compétition                    | Lieu           | Résultat | Épreuve     | Marque  |
| ---- | ------------------------------ | -------------- | -------- | ----------- | ------- |
| 2002 | Championnats d'Afrique         | Radès          | 4e       | Longueur    | 7,93 m  |
| 2004 | Jeux panarabes                 | Alger          | 1er      | Longueur    | 7,81 m  |
| 2005 | Jeux méditerranéens            | Almería        | 2e       | Longueur    | 7,92 m  |
| 2005 | Universiade                    | Izmir          | 2e       | Longueur    | 8,02 m  |
| 2006 | Championnats du monde en salle | Moscou         | 8e       | Longueur    | 7,84 m  |
| 2006 | Championnats d'Afrique         | Bambous        | 3e       | Longueur    | 8,37 m  |
| 2007 | Jeux panarabes                 | Le Caire       | 3e       | Longueur    | 7,98 m  |
| 2009 | Championnats panarabes         | Damas          | 1er      | Longueur    | 8,10 m  |
| 2010 | Championnats d'Afrique         | Nairobi        | 5e       | Longueur    | 7,84 m  |
| 2010 | Championnats d'Afrique         | Nairobi        | 4e       | Triple saut | 16,50 m |
| 2011 | Jeux mondiaux militaires       | Rio de Janeiro | 2e       | Triple saut | 16,49 m |
| 2011 | Jeux africains                 | Maputo         | 2e       | Triple saut | 16,54 m |
| 2011 | Championnats panarabes         | Al-Aïn         | 1er      | Triple saut | 16,41 m |
| 2011 | Jeux panarabes                 | Doha           | 4e       | Longueur    | 7,56 m  |
| 2011 | Jeux panarabes                 | Doha           | 1er      | Triple saut | 16,59 m |
| 2012 | Championnats d'Afrique         | Porto-Novo     | 2e       | Triple saut | 16,69 m |
| 2013 | Championnats panarabes         | Doha           | 1er      | Triple saut | 17,01 m |
| 2014 | Championnats d'Afrique         | Marrakech      | 4e       | Triple saut | 16,61 m |
| 2015 | Championnats panarabes         | Madinat 'Isa   | 1er      | Triple saut | 16,78 m |

### Meilleures performances
- 100 m : 10 s 58 1er 	NC	Alger	19 Jul 2006
- Longueur : 8,26 m 	NR 	0.7 	3 	Saragosse	28 Jul 2007
- en salle : 7,88 m (Doha, 12 mars 2010)
- Triple : 16,89 m (Prague, 11 juin 2012)